# Palmorchis
Palmorchis é um género botânico pertencente à família das orquídeas (Orchidaceae). Foi proposto por João Barbosa Rodrigues, publicado em Genera et Species Orchidearum Novarum 1: 169, em 1877. A publicação original não determina uma espécie tipo para o gênero, porém no mesmo trabalho Barbosa Rodrigues descreve a Palmorchis pubescentis e a Palmorchis sobralioides, portanto Schlechter designou a primeira como seu lectótipo. O nome vem do grego palmae, palmeira,  e orchis, no caso orquídea, referindo-se à semelhança vegetativa das orquídeas deste gênero com essas plantas.

## Distribuição
São cerca de vinte espécies de ervas terrestres que se distribuem desde a América Central até o coração da Amazônia, habitando portanto as florestas tropicais e equatoriais americanas.

## Descrição
As espécies deste gênero podem ser reconhecidas por possuírem raízes fibrosas e duras, apenas na parte basal do caule ou no curto rizoma; caules lenhosos, rijos, eretos, algo cespitosos, raramente isolados, em regra medindo até meio metro de altura; folhas herbáceas alternadas ou espiraladas, espaçadas, que em sua base abraçam o caule, plicadas, longitudinalmente plurinervadas, como em Elleanthus.
A inflorescência é axilar ou apical, paniculada ou corimbosa, cujas pequenas e poucas flores, que lembram às de Sobralia, apresentam sépalas e pétalas parecidas, estreitas, que pouco se abrem, e labelo muito mais largo que as pétalas, trilobado acima da metade, que, diferindo de Sobralia, possui duas quilhas no disco as quais soldam levemente o labelo à coluna e são bifurcadas na extremidade. A coluna é longa e delgada com antera apical biloculada.

## Espécies
1. Palmorchis caxiuanensis Rocha, S.S.Almeida & Freitas, Novon 16: 102 (2006).
2. Palmorchis colombiana Garay, Bot. Mus. Leafl. 26: 2 (1978).
3. Palmorchis deceptorius Veyret & Szlach., Fragm. Florist. Geobot. 40: 889 (1995).
4. Palmorchis duckei Hoehne, Arq. Bot. Estado São Paulo, n.s., f.m., 1: 133 (1944).
5. Palmorchis eidae Dressler, Lankesteriana 3: 26 (2002).
6. Palmorchis guianensis (Schltr.) C.Schweinf. & Correll, Bot. Mus. Leafl. 8: 113 (1940).
7. Palmorchis imuyaensis Dodson & G.A.Romero, Lindleyana 8: 197 (1993).
8. Palmorchis lobulata (Mansf.) C.Schweinf. & Correll, Bot. Mus. Leafl. 8: 113 (1940).
9. Palmorchis nitida Dressler, Orchidee (Hamburg) 34: 29 (1983).
10. Palmorchis pabstii Veyret, Adansonia, n.s., 17: 498 (1978).
11. Palmorchis paludicola Dressler, Orquideologia 20: 261 (1997).
12. Palmorchis pandurata C.Schweinf. & Correll, Bot. Mus. Leafl. 8: 113 (1940).
13. Palmorchis powellii (Ames) C.Schweinf. & Correll, Bot. Mus. Leafl. 8: 119 (1940).
14. Palmorchis prospectorum Veyret, Adansonia, n.s., 17: 495 (1978).
15. Palmorchis puber (Cogn.) Garay, Caldasia 8: 518 (1962).
16. Palmorchis pubescentis Barb.Rodr., Gen. Spec. Orchid. 1: 170 (1877).
17. Palmorchis silvicola L.O.Williams, Fieldiana, Bot. 32: 199 (1970).
18. Palmorchis sobralioides Barb.Rodr., Gen. Spec. Orchid. 1: 170 (1877).
19. Palmorchis sordida Dressler, Orquideologia 20: 262 (1997).
20. Palmorchis trilobulata L.O.Williams, Ann. Missouri Bot. Gard. 28: 415 (1941).
21. Palmorchis trinotata Dressler, Orquideologia 20: 263 (1997).